# Belica (Dobrova-Polhov Gradec)
Belica (Duits: Weißbach in der Unterkrain) is een plaats in Slovenië en maakt deel uit van de gemeente Dobrova-Polhov Gradec in de NUTS-3-regio Osrednjeslovenska. De plaats telde 35 inwoners op 1 januari 2020.